# Dragon Ball Z: Ora no Gohan o Kaese!!
Dragon Ball Z Movie: Dead Zone (ドラゴン ボール Z オラ の 悟 飯 を 返せ ッ! Dragon Ball Z: Ora no Gohan o Kaese!!, Doragon Boru Zetto Ora! no Gohan o Kaese) là bộ Movie Dragon Ball Z. Được sản xuất ở Nhật Bản vào ngày 15 tháng 7 năm 1989 và ở Hoa Kỳ vào ngày 9 tháng 12 năm 1997.

## Tổng quan
Câu chuyện bắt đầu từ chuyện một nhóm người lạ do Garlic Jr cầm đầu bất ngờ tấn công Piccolo trên một đỉnh núi. Sau đó, Garlic Jr. cùng thuộc hạ công gia đình Goku và Chichi. Hắn và thuộc hạ đánh ngất Chichi và Gyumao và bắt cóc Gohan vì Gohan có luồng khí sức mạnh cao. Trong lúc bắt cá, Goku cảm thấy bất lành và quay về nhà. Về nhà thì cậu chỉ thấy Chichi và Gyumao nằm gục dưới đất. Goku trở về Kame House gọi Krillin đi cùng mình tấn công căn cứ Garlic Jr. Cuộc chiến bắt đầu.

## Lồng tiếng
| Nhân vật       | Lồng tiếng (Tiếng Nhật / Toei Animation) | Lồng tiếng (Tiếng Anh / Ocean Group) | Lồng tiếng (Tiếng Anh / FUNimation) |
| -------------- | ---------------------------------------- | ------------------------------------ | ----------------------------------- |
| Goku           | Nozawa Masako                            | Peter Kelamis                        | Sean Schemmel                       |
| Gohan          | Nozawa Masako                            | Saffron Henderson                    | Stephanie Nadolny                   |
| Piccolo        | Furukawa Toshio                          | Scott McNeil                         | Christopher Sabat                   |
| Bulma          | Tsuru Hiromi                             | Lalainia Lindbjerg                   | Tiffany Vollmer                     |
| Krillin        | Tanaka Mayumi                            | Terry Klassen                        | Sonny Strait                        |
| Gyumao         | Gōri Daisuke                             | Dave Ward                            | Kyle Hebert                         |
| Chi-Chi        | Shō Mayumi                               | Lisa Ann Beley                       | Cynthia Cranz                       |
| Quy lão Kamê   | Miyauchi Kōhei                           | Dave Ward                            | Mike McFarland                      |
| Thượng đế Kami | Aono Takeshi                             | Dale Wilson                          | Christopher Sabat                   |
| Rồng thiêng    | Utsumi Kenji                             | Don Brown                            | Christopher Sabat                   |
| Garlic Jr.     | Kamiya Akira                             | Don Brown                            | Chuck Huber                         |
| Ginger         | Totani Kōji                              | Terry Klassen                        | Troy Baker                          |
| Sansho         | Hori Yukitoshi                           | Ward Perry                           | Eric Dillow                         |
| Nicky          | Chiba Shigeru                            | Don Brown                            | Doug Burks                          |
| Narrator       | Yanami Jōji                              | Doc Harris                           | Kyle Hebert                         |

## Âm nhạc
- OP (Opening Theme)
  1. "CHA-LA HEAD-CHA-LA" (Chara Hetchara) (OP animation 1)
    - Lời: Mori Yukinojō, Nhạc: Kiyoka Chiho, Arrangement: Yamamoto Kenji, Thể hiện: Kageyama Hironobu
      - Lời bài hát
- IN (Insertion Song)
  1. 天下一ゴハン (Tenkaichi Gohan World's Greatest Gohan?)
    - Lời: Iwamuro Sakiko, Nhạc: Ike Takeshi, Arrangement: Yamamoto Kenji, Thể hiện: Nozawa Masako (Son Gohan)
      - Lời bài hát
- ED (Ending Theme)
  1. でてこいとびきりZENKAIパワー! (Detekoi Tobikiri ZENKAI Pawā! Come Out, Incredible ZENKAI Power!?)
    - Lời: Arakawa Toshihisa, Nhạc: Ike Takeshi, Arrangement: Yamamoto Kenji, Thể hiện: Manna
      - Lời bài hát

    - Hòa nhạc được bổ sung biên soạn bởi Kikuchi Shunsuke.